# Архимандрит Матеј (Ристановић)
Матеј Ристановић (Горња Горевница, код Чачка, 15. април 1937) православни је архимандрит и старешина Манастира Сисојевца.

## Биографија
Архимандрит Матеј (Ристановић) рођен је 15. маја 1937. године у Горњој Горевници код Чачка. Замонашио се 10. фебруара 1951. године у Манастиру Раваница код Ћуприје. Рукоположен у чин јерођакона и јеромонаха децембра 1953. године.
Од 1953. до 1968. године био је духовник Манастира Раванице. Старешина Манастира Ждребаоника био је у периоду од 1968. до 1991. године. Игуман Манастира Сисојевца постаје 15. фебруара 2000. године. Одликован је звањем архимандрита 2005. године од стране епископа браничевскога Игњатија Мидића.
Поводом устоличења врховног поглавара Српске православна цркве 19. фебруара 2021. године у крипти храму Светога Саве у Београду, извукао је коверат 46. по реду новог српског патријарха Порфирија Перића.